# 拉伦加
拉伦加，是西班牙阿拉贡自治区韦斯卡省的一个市镇。总面积37平方公里，总人口257人（2001年），人口密度7人/平方公里。